# Список бензодиазепинов

## Бензодиазепины с противосудорожным действием
Ряд бензодиазепинов обладают сильным противосудорожным действием и используются для лечения эпилепсии.
К бензодиазепинам с противосудорожным действием относятся:
- Гидазепам (hydazepam)
- Диазепам (diazepam)
- Клобазам (clobazam)
- Клоназепам (clonazepam)
- Лоразепам (lorazepam)
- Мидазолам (midazolam)
- Клоразепат (clorazepate)

## Бензодиазепины с анксиолитическим действием
Бензодиазепины с анксиолитическим действием снимают чувство тревоги. Используются для краткосрочного лечения приступов беспокойства. К бензодиазепинам с анксиолитическим действием относятся:
- Феназепам
- Алпразолам
- Бромазепам
- Гидазепам
- Хлордиазепоксид
- Клоназепам
- Клоразепат
- Диазепам
- Лоразепам
- Медазепам
- Нордазепам
- Оксазепам
- Празепам
- Тофизопам

## Бензодиазепины со снотворным действием
Используются для лечения различных видов бессонницы.
К основным бензодиазепинам со снотворным действием относятся:
- Бротизолам (brotizolam)
- Эстазолам (estazolam)
- Флунитразепам (flunitrazepam)
- Флуразепам (flurazepam)
- Лопразолам (loprazolam)
- Лорметазепам (lormetazepam)
- Мидазолам (midazolam)
- Ниметазепам (nimetazepam)
- Нитразепам (nitrazepam)
- Темазепам (temazepam)
- Феназепам (бромдигидрохлорфенилбензодиазепин)
- Триазолам (triazolam)